# Rue de Fécamp
La rue de Fécamp est une voie située dans le quartier de Picpus du 12e arrondissement de Paris.

## Situation et accès
La rue de Fécamp est accessible à proximité par la ligne de métro 8 à la station Michel Bizot.

## Origine du nom
Elle porte le nom d'un ancien lieu-dit, la vallée de Fécamp, qui était situé au confluent des ruisseaux de Montreuil et des Orgueilleux,.

## Historique
Cette voie de la commune de Bercy est indiquée à l'état de chemin sur le plan de Roussel de 1730.
En 1811, elle est indiquée sur le plan cadastral de Bercy sous le nom de « rue de la Croix ». Après son rattachement à la voirie parisienne par décret du 23 mai 1863, elle prend par arrêté du 3 septembre 1869 le nom de « rue de Fécamp ».

## Bâtiments remarquables et lieux de mémoire
- Au no 54, le « jardin du 54, rue de Fécamp » devenu le jardin Ilan-Halimi en 2011.
- Au no 43 se trouve la cité dite « Les Cases ». L'appartement familial où le designer Christian Louboutin a passé sa jeunesse s'y trouve[3].